# 圣阿芒蒙龙-奥尔瓦勒站
圣阿芒蒙龙-奥尔瓦勒站，简称圣阿芒蒙龙站，是法国的一个铁路车站，位于法国谢尔省的奥尔瓦勒市镇范围内，靠近法国中部城市圣阿芒蒙龙。

## 位置
圣阿芒蒙龙-奥尔瓦勒站位于奥尔瓦勒市镇的东部，和圣阿芒蒙龙隔河相望。车站位于布尔日－米耶卡兹铁路277.954公里处，大致呈南北走向，开口朝东。

## 车站设施
圣阿芒蒙龙-奥尔瓦勒站的站内未设地下通道或天桥，乘客需横穿铁路正线前往站台。但由于经过谢尔河畔圣弗洛朗站的铁路车次较少，且车速不快，因此安全隐患不算太大。

## 停靠线路
以下列车线路在圣阿芒蒙龙-奥尔瓦勒站停靠：
| 圣阿芒蒙龙-奥尔瓦勒站列车线路表 |                         |                   |                            |              |
| 线路                            | 车种                    | 上一站            | 下一站                     | 大致运行频率 |
| 布尔日—圣阿芒蒙龙/蒙吕松        | TER Centre-Val-de-Loire | 谢尔河畔新堡/比尼 | （终点）/于尔塞/瓦隆昂叙利 | 每天4趟左右  |
| 维耶尔宗—蒙吕松                 | TER Centre-Val-de-Loire | 谢尔河畔新堡/比尼 | 于尔塞/瓦隆昂叙利          | 每天3趟左右  |
| 圣阿芒蒙龙—蒙吕松               | TER Centre-Val-de-Loire | （起点）          | 于尔塞                     | 每周三1趟    |
| 1.                              |                         |                   |                            |              |

## 配套交通

### 长途客运
| 停靠圣阿芒蒙龙-奥尔瓦勒站的大巴车   |                |                                                                        |
| 上下车地点                          | 运营单位       | 主要线路及目的地                                                       |
| 圣阿芒蒙龙共和广场 Place République | Rémi-Lignes 18 | -150- Lissay-Lochy · Levet · Bourges                                   |
| 圣阿芒蒙龙站门口                    | SNCF Car TER   | （当某条铁路线施工或罢工时，SNCF可能会提供途径该线路沿途站点的大巴车） |
| 1. 2. 3.                            |                |                                                                        |

### 城市公共交通
圣阿芒蒙龙-奥尔瓦勒站附近暂无城市公共交通线路。

### 社会车辆
圣阿芒蒙龙-奥尔瓦勒站门口设有社会车辆停车场。

## 临近车站
| 圣阿芒蒙龙-奥尔瓦勒站（Gare de Saint-Amand-Montrond - Orval） |                      |                   |
| 上行车站                                                      | 线路                 | 下行车站          |
| 比尼站 13.9km ←                                               | 布尔日－米耶卡兹铁路 | 于尔塞站 → 15.7km |